# Helle (Lindlar)
Die Hofschaft Helle ist ein Ortsteil der Gemeinde Lindlar, Oberbergischen Kreis im Regierungsbezirk Köln in Nordrhein-Westfalen (Deutschland). 

## Lage und Beschreibung
Helle liegt nordwestlich von Lindlar an der Landesstraße 129, die von Wipperfeld (Wipperfürth) kommend auf die L284 führt, die wiederum nach Untereschbach (Overath) verläuft. Am Ort vorbei fließt die Lindlarer Sülz.

## Geschichte
1413 wurde der Ort das erste Mal urkundlich genannt und zwar "Kämmereiregister für den Fronhof Lindlar". Schreibweise der Erstnennung: Hellen.
Die Topographia Ducatus Montani des Erich Philipp Ploennies, Blatt Amt Steinbach, belegt, dass der Wohnplatz bereits 1715 eine Hofstelle besaß, die als Holl beschriftet ist. Carl Friedrich von Wiebeking benennt die Hofschaft auf seiner Charte des Herzogthums Berg 1789 als Stoll. Aus ihr geht hervor, dass der Ort zu dieser Zeit Teil der Honschaft Breidenbach im Kirchspiel Lindlar war.
Der Ort ist auf der Topographischen Aufnahme der Rheinlande von 1825 als Holle verzeichnet. Die Preußische Uraufnahme von 1840 zeigt den Wohnplatz unter dem Namen In der Hellen. Ab der Preußischen Neuaufnahme von 1894/96 ist der Ort auf Messtischblättern regelmäßig als Helle verzeichnet.
Der 1845 laut der Uebersicht des Regierungs-Bezirks Cöln als Hof kategorisierte und Hellen bezeichnete Ort besaß zu dieser Zeit zwei Wohngebäude mit elf Einwohnern, alle katholischen Bekenntnisses. Die Gemeinde- und Gutbezirksstatistik der Rheinprovinz führt Helle 1871 mit einem Wohnhaus und fünf Einwohnern auf. Im Gemeindelexikon für die Provinz Rheinland von 1888 werden für Helle ein Wohnhaus mit neun Einwohnern angegeben. 1895 besitzt der Ort ein Wohnhaus mit acht Einwohnern, 1905 werden ein Wohnhaus und neun Einwohner angegeben.